# Бордмен (Орегон)
Бордмен (англ. Boardman) — місто (англ. city) в США, в окрузі Марроу штату Орегон. Населення — 3828 осіб (2020).

## Географія
Бордмен розташований за координатами 45°50′11″ пн. ш. 119°41′34″ зх. д. / 45.83639° пн. ш. 119.69278° зх. д. (45.836507, -119.692793).  За даними Бюро перепису населення США в 2010 році місто мало площу 10,80 км², з яких 9,82 км² — суходіл та 0,98 км² — водойми.

### Клімат
| Клімат : Бордмен        | Клімат : Бордмен | Клімат : Бордмен | Клімат : Бордмен | Клімат : Бордмен | Клімат : Бордмен | Клімат : Бордмен | Клімат : Бордмен | Клімат : Бордмен | Клімат : Бордмен | Клімат : Бордмен | Клімат : Бордмен | Клімат : Бордмен | Клімат : Бордмен |
| Показник                | Січ.             | Лют.             | Бер.             | Квіт.            | Трав.            | Черв.            | Лип.             | Серп.            | Вер.             | Жовт.            | Лист.            | Груд.            | Рік              |
| Абсолютний максимум, °C | 21,1             | 23,3             | 26,7             | 33,3             | 38,9             | 41,1             | 42,8             | 41,7             | 37,8             | 31,1             | 24,4             | 20,0             | 42,8             |
| Середній максимум, °C   | 5,2              | 8,8              | 14,3             | 18,7             | 23,3             | 27,4             | 32,3             | 31,4             | 26,3             | 18,9             | 10,6             | 5,2              | 18,6             |
| Середній мінімум, °C    | −2,8             | −1,6             | 1,1              | 4,2              | 8,2              | 12,1             | 14,9             | 14,3             | 9,3              | 3,9              | 0,5              | −2,3             | 5,2              |
| Абсолютний мінімум, °C  | −25              | −25              | −12,2            | −6,1             | −1,1             | 1,7              | 3,9              | 3,9              | −3,9             | −11,7            | −22,8            | −26,1            | −26,1            |
| Норма опадів, мм        | 31               | 22               | 17               | 17               | 18               | 13               | 6                | 7                | 10               | 15               | 29               | 34               | 217              |
| Днів з опадами          | 9                | 7                | 6                | 5                | 5                | 3                | 1                | 2                | 3                | 4                | 9                | 9                | 63,0             |
| ----------------------- | ---------------- | ---------------- | ---------------- | ---------------- | ---------------- | ---------------- | ---------------- | ---------------- | ---------------- | ---------------- | ---------------- | ---------------- | ---------------- |
| Джерело:                |                  |                  |                  |                  |                  |                  |                  |                  |                  |                  |                  |                  |                  |

## Демографія
Згідно з переписом 2010 року, у місті мешкало 3220 осіб у 964 домогосподарствах у складі 759 родин. Густота населення становила 298 осіб/км².  Було 1017 помешкань (94/км²).
Расовий склад населення:
| - 60,1 % — білих - 2,4 % — азіатів - 0,9 % — корінних американців - 0,7 % — чорних або афроамериканців - 0,3 % — вихідців з тихоокеанських островів - 33,0 % — осіб інших рас |

До двох чи більше рас належало 2,6 %. Частка іспаномовних становила 61,7 % від усіх жителів.
За віковим діапазоном населення розподілялося таким чином: 35,1 % — особи молодші 18 років, 59,1 % — особи у віці 18—64 років, 5,8 % — особи у віці 65 років та старші. Медіана віку мешканця становила 27,5 року. На 100 осіб жіночої статі у місті припадало 114,0 чоловіків;  на 100 жінок у віці від 18 років та старших — 114,2 чоловіків також старших 18 років.
Середній дохід на одне домашнє господарство  становив 53 540 доларів США (медіана — 46 304), а середній дохід на одну сім'ю — 54 709 доларів (медіана — 47 886). Медіана доходів становила 31 368 доларів для чоловіків та 22 213 долари для жінок. За межею бідності перебувало 25,5 % осіб, у тому числі 40,0 % дітей у віці до 18 років та 3,9 % осіб у віці 65 років та старших.
Цивільне працевлаштоване населення становило 1569 осіб. Основні галузі зайнятості: сільське господарство, лісництво, риболовля — 32,2 %, виробництво — 27,5 %, мистецтво, розваги та відпочинок — 6,5 %, роздрібна торгівля — 6,4 %.